# 曼基 (里普基區)
51°43′11″N 30°44′7″E / 51.71972°N 30.73528°E
曼基（烏克蘭語：Маньки），是烏克蘭北部的村莊，隸屬切爾尼希夫州的切爾尼希夫區。該村始建於1728年，面積0.7平方公里，海拔高度155米，2001年人口167，人口密度每平方公里249.3人。